# Chicoreus brunneus
Chicoreus brunneus is een slakkensoort uit de familie van de Muricidae. De wetenschappelijke naam van de soort is voor het eerst geldig gepubliceerd in 1807 door Link.